# 칼 프랭클린

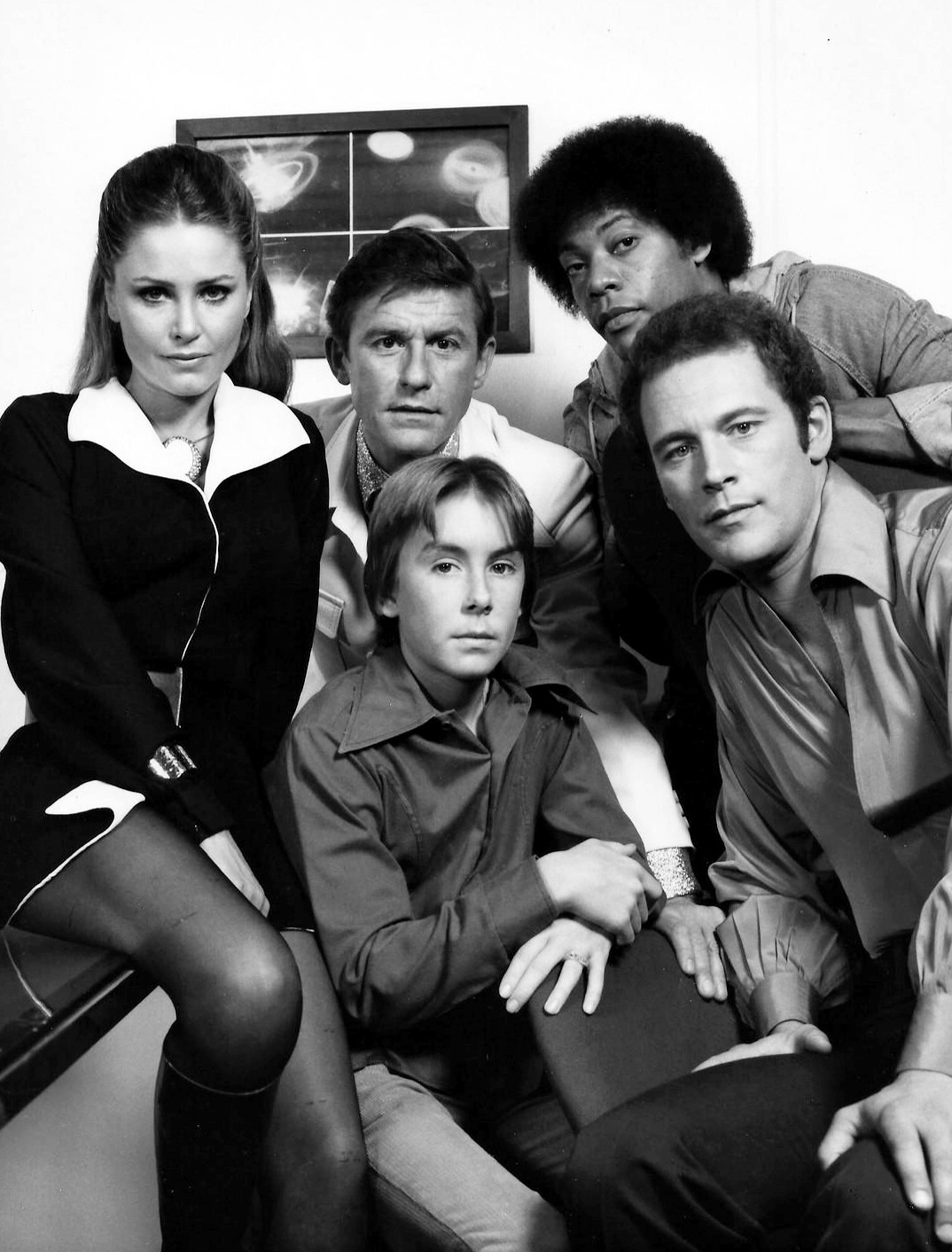

칼 프랭클린(Carl Franklin, 1949년 4월 11일 ~ )은 미국의 영화 감독, 배우, 각본가, 텔레비전 배우, 영화배우, 텔레비전 감독이다.
리치먼드에서 태어났다.

## 출연 작품
- 루머의 루머의 루머 시즌1 (2017년)
- 하우스 오브 카드 시즌1 (2013년)
- 블레스 미, 울티마 (2012년)
- 폴링 스카이 시즌1 (2011년)
- 아웃 오브 타임 (2003년)
- 하이 크라임 (2002년)
- 원 트루 씽 (1998년)
- 블루 데블 (1995년)
- 광란의 오후 (1992년)
- 죽음의 정사 (1992년)
- 풀 패덤 파이브 (1990년)
- 아이 오브 이글 3 - 랑 메이 (1990년)
- 아이 오브 이글 2 (1989년)
- 살인 음모 (1989, Nowhere to Run)
- 펀크 (1986년)
- A 특공대 - TV시리즈 (1983년) - Capt. 크레인 역
- 버뮤다 2만리 (1977년)
- 명탐정 바나비 존즈 (1973년)